# Kupa e Shqipërisë 1997-1998
La Coppa d'Albania 1997-1998 è stata la 46ª edizione della competizione. Il torneo è cominciato nell'agosto 1997 ed è terminato il 6 giugno 1998. La squadra vincitrice si qualifica per il primo turno della Coppa UEFA 1998-1999. Il Apolonia Fier ha vinto il trofeo per la prima volta.

## Sedicesimi di finale
Le partite si sono giocate nell'agosto e nel settembre 1997.*
| Squadra 1        | Totale | Squadra 2         | Andata | Ritorno |
| ---------------- | ------ | ----------------- | ------ | ------- |
| KS Egnatia       | 4-11   | Flamurtari Valona | 3-3    | 1-8     |
| Kastrioti        | 0-7    | Tirana            | 0-3    | 0-4     |
| Burreli          | 2-5    | Vllaznia          | 2-3    | 0-2     |
| Albpetrol        | 1-5    | Apolonia Fier     | 0-3    | 1-2     |
| Albanët Tiranë   | 0-4    | Partizani Tirana  | 0-3    | 0-1     |
| Memaliaj         | 2-5    | Shkumbini         | 0-0    | 2-5     |
| Durrësi          | 2-4    | Laçi              | 1-2    | 1-2     |
| Përmeti          | 2-3    | Lushnja           | 2-1    | 0-2     |
| Cërriku          | 5-8    | Besa Kavajë       | 2-2    | 3-6     |
| Erzeni           | 0-3    | Teuta             | 0-0    | 0-3     |
| Skënderbeu       | 2-1    | Sopoti            | 1-0    | 1-1     |
| Naftetari Kucove | 0-2    | Tomori            | 0-0    | 0-2     |
| Pogradeci        | 0-4    | Elbasani          | 0-2    | 0-2     |
| Tepelena         | 6-9    | Bylis Ballsh      | 3-1    | 3-8     |
| Butrinti         | 3-4    | Luftëtari         | 2-2    | 1-2     |
| Besëlidhja       | 0-5    | Dinamo Tirana     | 0-2    | 0-3     |

- Alcuni Risultati sono sconosciuti.

## Ottavi di finale
Le partite si sono giocate nel gennaio 1998.
| Squadra 1     | Totale    | Squadra 2         | Andata | Ritorno |
| ------------- | --------- | ----------------- | ------ | ------- |
| Teuta         | 1-4       | Partizani Tirana  | 1-1    | 0-3     |
| Luftëtari     | 2-6       | Lushnja           | 1-0    | 1-6     |
| Tomori        | 1-4       | Laçi              | 1-2    | 0-2     |
| Elbasani      | 2-1       | Shkumbini         | 2-0    | 0-1     |
| Dinamo Tirana | 2-3       | Apolonia Fier     | 0-2    | 2-1     |
| Bylis Ballsh  | 2-7       | Vllaznia          | 1-2    | 1-5     |
| Skënderbeu    | 5-5(5-6p) | Flamurtari Valona | 4-1    | 1-4     |
| Besa Kavajë   | 2-3       | Tirana            | 2-3    | 0-0     |

## Quarti di finale
Le partite di andata si sono giocate il ?, quelle di ritorno il ?.
| Squadra 1        | Totale | Squadra 2         | Andata | Ritorno |
| ---------------- | ------ | ----------------- | ------ | ------- |
| Partizani Tirana | 1-1    | Vllaznia          | 1-1    | 0-0     |
| Laçi             | 2-1    | Tirana            | 2-1    | 0-0     |
| Lushnja          | 7-4    | Flamurtari Valona | 5-2    | 2-2     |
| Elbasani         | 4-5    | Apolonia Fier     | 4-1    | 0-4     |

## Semifinali
Le partite di andata si sono giocate il ?, quelle di ritorno il ?.
| Squadra 1 | Totale | Squadra 2     | Andata | Ritorno |
| --------- | ------ | ------------- | ------ | ------- |
| Vllaznia  | 3-5    | Lushnja       | 3-0    | 0-5     |
| Laçi      | 1-2    | Apolonia Fier | 1-0    | 0-2     |

## Finale
| Tirana 6 giugno 1998, ore 17:00 UTC+1 | Apolonia Fier | 1 – 0 | Lushnja | Qemal Stafa Stadium (10,000 spett.) |